# Ambroz
Ambroz va ser un barri de Madrid integrat en el districte de Vicálvaro. Té una superfície de 235,53 hectàrees i una població de 20.893 habitants (2009).
Limita al nord amb Arcos i Rosas (San Blas-Canillejas), al sud i est amb el nucli històric de Vicálvaro i a l'oest amb Horcajo (Moratalaz)
Està delimitat al nord per l'autopista R-3 Madrid-València i l'Avinguda de Canillejas a Vicàlvaro, a l'oest per la M-40, a l'est per la carretera de Vicálvaro a Coslada i al sud pel Camino Viejo de Vicálvaro.